# Museo Willet-Holthuysen
El Museo Willet-Holthuysen es un museo ubicado en el canal Herengracht en el centro de Ámsterdam, Países Bajos. Es una suntuosa casa señorial del siglo XVII, donde se recrea la atmósfera y el estilo de vida en una vivienda de una familia adinerada de los siglos XVIII y XIX. Cuenta con una importante colección de platería, porcelana, cristalería, muebles, libros y obras de arte del Siglo de Oro neerlandés. Su nombre se debe a los últimos propietarios, Abraham Willet y Sandrina Louisa Geertruida Holhuysen. Abrió al público como museo el 1 de mayo de 1896. Es administrado por el Museo de Ámsterdam. 

## Ubicación
El museo se encuentra en el número 605 del canal Herengracht (Canal de los Señores), uno de los tres canales principales de los canales de Ámsterdam, este sector de la ciudad ha sido incluido por la Unesco en la lista de Patrimonio de la Humanidad bajo el nombre de «Zona de canales concéntricos del siglo XVII delimitada por el Singelgracht de Ámsterdam» en 2010. Se sitúa próximo a la Rembrandtplein, el barrio judío y los célebres puentes Blauwbrug y Magere Brug.

## Historia
La casa fue construida entre 1685 y 1687 para Jacob Hop, funcionario de Ámsterdam. La fachada actual, de estilo Luis XIV, data de 1739. Unas veinte familias diferentes vivieron sucesivamente en la casa, incluidas las familias comerciantes y regentes Deutz y Backer.
Louisa Willet-Holthuysen fue la última propietaria del edificio heredado de su padre, el magnate del vidrio y el carbón Pieter Gerard Holthuysen (1788-1858). En 1895 legó a la ciudad de Ámsterdam la casa y la colección de arte reunida por ella y su esposo, el coleccionista de arte Abraham Willet (1828-1888), con la condición de que se convirtiera en un museo con sus nombres. Desde entonces, el edificio ha sido un museo.
Ese mismo año el escritor y crítico de arte Frans Coenen fue nombrado el primer conservador del museo. En 1936 describió la historia de la casa y sus residentes en la obra Onpersoonlijke herinneringen (Recuerdos impersonales).

## Colección
Se pueden visitar tres pisos de la casa:
- El sótano con cocina y jardín francés
- El primer piso con comedor, salón de baile y un gran pasillo central
- La planta alta con un dormitorio y las salas de exposiciones

Algunos muebles y decoraciones fueron adquiridos de casas de canales comparables de los siglos XVIII y XIX para recrear la atmósfera de tiempos pasados. Es posible observar una rica y variada colección de vidrio veneciano, plata y porcelana alemana. La colección de Abraham es una de las primeras colecciones privadas en los Países Bajos. También coleccionó armas, libros de historia del arte, fotografías, grabados y pinturas contemporáneas holandesas y francesas.

### Cocina
El sótano era el sector doméstico, y su lugar central está ocupado por la cocina. Aquí es donde se preparaban los alimentos, se lavaban los platos y se pulían los artículos de peltre y cobre. En el momento en que la familia vivía en la casa, muy probablemente, había un gran fogón. Ninguna de las cocinas originales ha sobrevivido, esta es una reconstrucción de una cocina de principios del siglo XIX, que comprende elementos de otras casas de Ámsterdam.

### Jardín
El jardín fue diseñado en el estilo clásico francés por el arquitecto francés Daniel Marot, un emigrante hugonote, de acuerdo con la moda prevaleciente en ese momento. Al final del jardín hasta principios del siglo XX había establos y cocheras para los carruajes. El jardín no se ha conservado en su forma original, es una reconstrucción del jardín de principios del siglo XVIII en el estilo simétrico francés, la restauración se realizó en 1972. Se compone de dos parterre en broderie rectangulares con sus dibujos de flores de lis de ladrillo triturado. El círculo central está plantado con bulbos, al igual que los bordes de los parterres.

### Despensa
Un entrepiso ubicado a mitad de la escalera desde la planta baja al piso superior donde se ubicaban las habitaciones privadas. En esta despensa se guardaban la vajilla de porcelana para el servicio de cena elegante, los cubiertos y la ropa de cama, así también, otros artículos domésticos que no se usaban a diario, como lámparas de pie, frascos de conservas y artículos de cobre. La señora de la casa era la responsable y tenía las llaves de los armarios de los objetos más valiosos.

### Vestíbulo
En este pasillo en la planta baja, los dos bancos de madera representan los escudos de armas de la familia Willett (leones de pie sobre sus patas traseras). Abraham Willett renovó el salón en 1865. El artista francés Paul Colin creó elegantes decoraciones de pared.

### Sala de estar
También llamada Sala de las damas. El intercambio de visitas ocupó un lugar central en la vida social de la élite. Louise Willet-Holthuysen recibió invitados de 15:30 a 17, y estas visitas a menudo no superaron los 20 minutos. La habitación en tonos amarillos y dorados posee la mejor luz, fue rediseñada en estilo neo Luis XVI, en línea con la moda internacional de la época. Las líneas simples, las divisiones claras y los adornos simétricos son característicos de este estilo: detalles reflejados en las cortinas y revestimientos de paredes, por ejemplo. No se ahorraron gastos ni esfuerzos para darle al salón un verdadero sentido de grandeza. Cuadros de la colección familiar colgaban de las paredes. A Abraham le gustaban las bodegones y los bocetos de disfraces, y Louise compró principalmente pinturas que representaban animales.

### Salón de baile
En 1865, los Willet-Holthuysens convirtieron la sala más grande del primer piso en una sala de recepción. El salón de baile acogió actuaciones musicales, noches literarias y bailes de disfraces. Inspirado en la moda francesa predominante de la época, el mobiliario y la tapicería de este salón de baile fueron importados de París también en un estilo neo Luis XVI. Profusamente decorado posee guirnaldas, imágenes de pájaros y manojos de flechas en el diseño del yeso con marcos dorados.

### Comedor
Íntimo y moderado son dos características principales del comedor de la familia Willet-Holthuysen que se renovó aproximadamente en 1865, junto con el salón de damas y el salón de baile. La mesa fue colocada en estilo festivo para seis invitados, aunque el servicio completo de porcelana de Meissen posee 275 piezas, es lo suficientemente grande para 24 invitados. Una pieza central ornamental adorna el centro de la mesa: un llamado pièce de milieu que puede contener flores frescas, frutas o dulces. 

### Salón de caballeros
También conocida como Habitación azul. En la época de los Willet-Holthuysens, el salón de caballeros servía como sala de recepción. En aquel entonces, la habitación era verde en lugar de azul. Aquí, Abraham realizó regularmente sus «presentaciones de arte». En el centro había una mesa grande con 18 sillas. El techo es un elemento característico de este salón. El mural del techo data de 1744 y fue pintado por Jacob de Wit, representa el amanecer. El techo no estaba hecho para la casa de Willet-Holthuysen; fue trasladado de otra casa del canal Herengracht al museo. Cuando los Willet-Holthuysens residían, el salón de caballeros presentaba un techo de estuco de principios del siglo XIX, completo con una roseta central ricamente decorada. Una grisalla se encuentra sobre la chimenea.  

### Sala de jardín
La forma de esta pequeña habitación se asemeja a un pabellón de té o pérgola acristalada del siglo XVIII, era la favorita de Louise. En el verano, Louise bebía el té aquí. Las dos pinturas a ambos lados de la puerta representan a Flora, la diosa de la primavera, y a Pomona, la diosa patrona de los árboles frutales. En el jardín hay estatuas de estas diosas del siglo XVIII. Todo el techo y la tapicería estaban cubiertos con representaciones de uvas, hojas, mariposas y flores, en amarillo pálido, verde y azul. 

### Dormitorio
El mobiliario original, que pertenecía a la familia Willet, no se ha conservado, pero el conjunto exhibido pertenece al mismo período, típicos del siglo XIX. Lo más destacado de la habitación es la cama de roble con dosel, son camas gemelas, colocadas una junto a la otra. Tomaron baños regulares. Como no había agua corriente en la época de Abraham y Louise, el personal trabajó duro para subir el agua caliente al segundo piso. Se puede recoger agua fría del lavabo del armario en el mismo piso

### Sala de estudio
Además de ser un fanático coleccionista de arte, Abraham Willet también fue un bibliófilo. Se encontraban libros en toda la casa. No solo estaban perfectamente alineados en estanterías, sino también en los pasillos y en las chimeneas. El estudio se encuentra en el mismo lugar que en la época de los Willet.

### Sala de antigüedades
Abraham Willet-Holthuysen llamó a esta pequeña habitación octogonal de techo bajo su «pequeña habitación de antigüedades», era un museo en miniatura. Aquí exhibió su colección de productos de estaño, esculturas de yeso, monedas y otros objetos de valor. Esta sala de coleccionista está decorada en un sobrio estilo renacentista holandés, el marco de la puerta con pilastras jónicas, adornos de imitación madera y vitrales originales del siglo XVII crearon un ambiente holandés antiguo. Esta habitación fue recientemente restaurada. 

### Escalera
Las escaleras fueron completamente renovadas en 1740 por Willem Gideon Deutz, el anterior propietario de la casa. La madera oscura fue reemplazada por mármol claro y yeso. Se colocaron costosas losas de mármol en las paredes y se instalaron barandillas de hierro forjado dorado. Tres estatuas de mármol blanco de tamaño natural fueron encargadas especialmente para la escalera. El conjunto de esculturas cuenta el mito del Juicio de París. Su aspecto actual data de la conversión llevada a cabo en 1740. En 1881 se incorporó el techo acristalado (linterna).